# Cisseis rufobasalis
Cisseis rufobasalis là một loài côn trùng trong họ Buprestidae. Loài này được Fairmaire miêu tả khoa học đầu tiên.
Đây là loài gây hại của cây Cassine orientalis, phát triển phổ biến ở Mauritius.